# Raketa

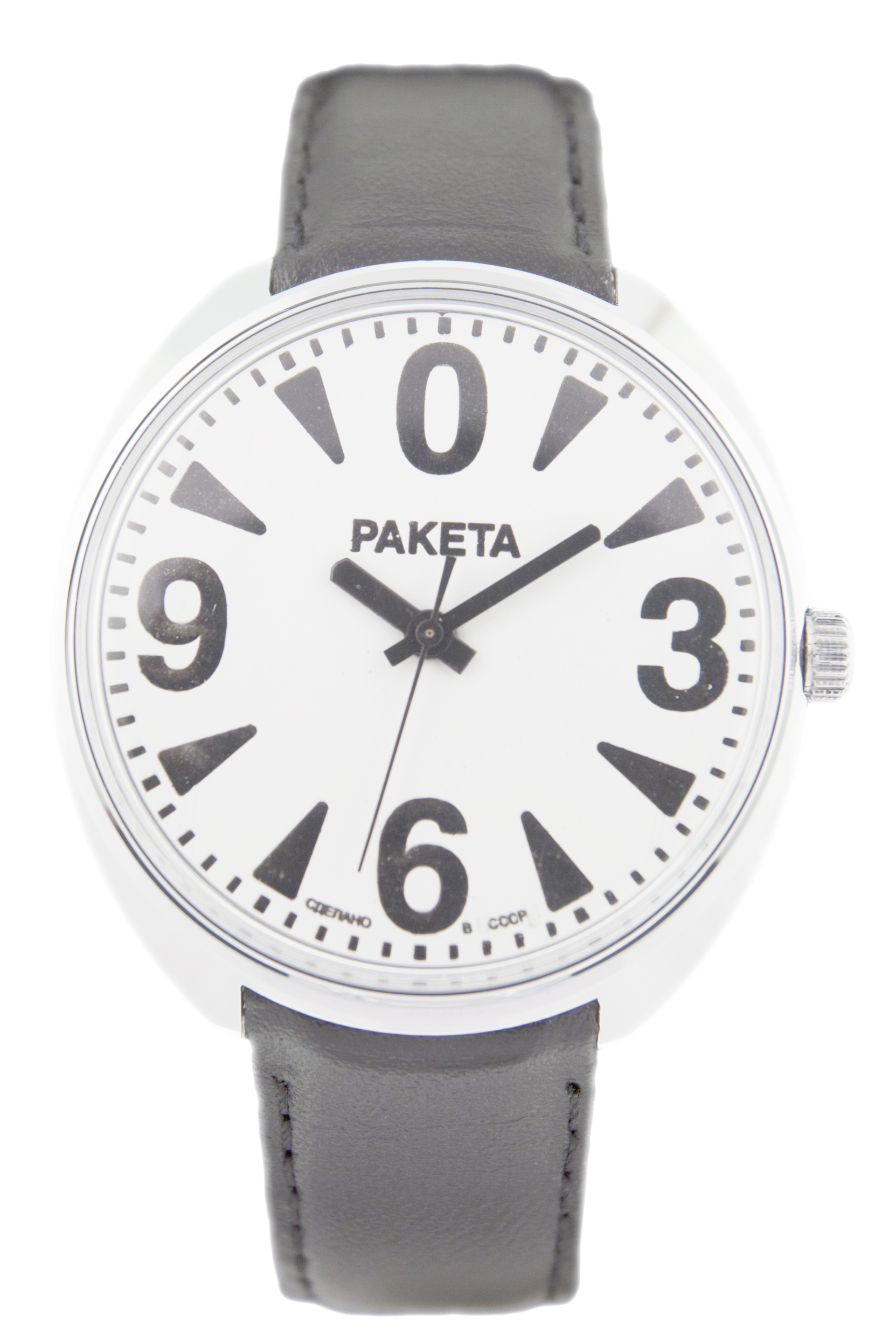
Orologio Raketa "Petrodvorets Classic"

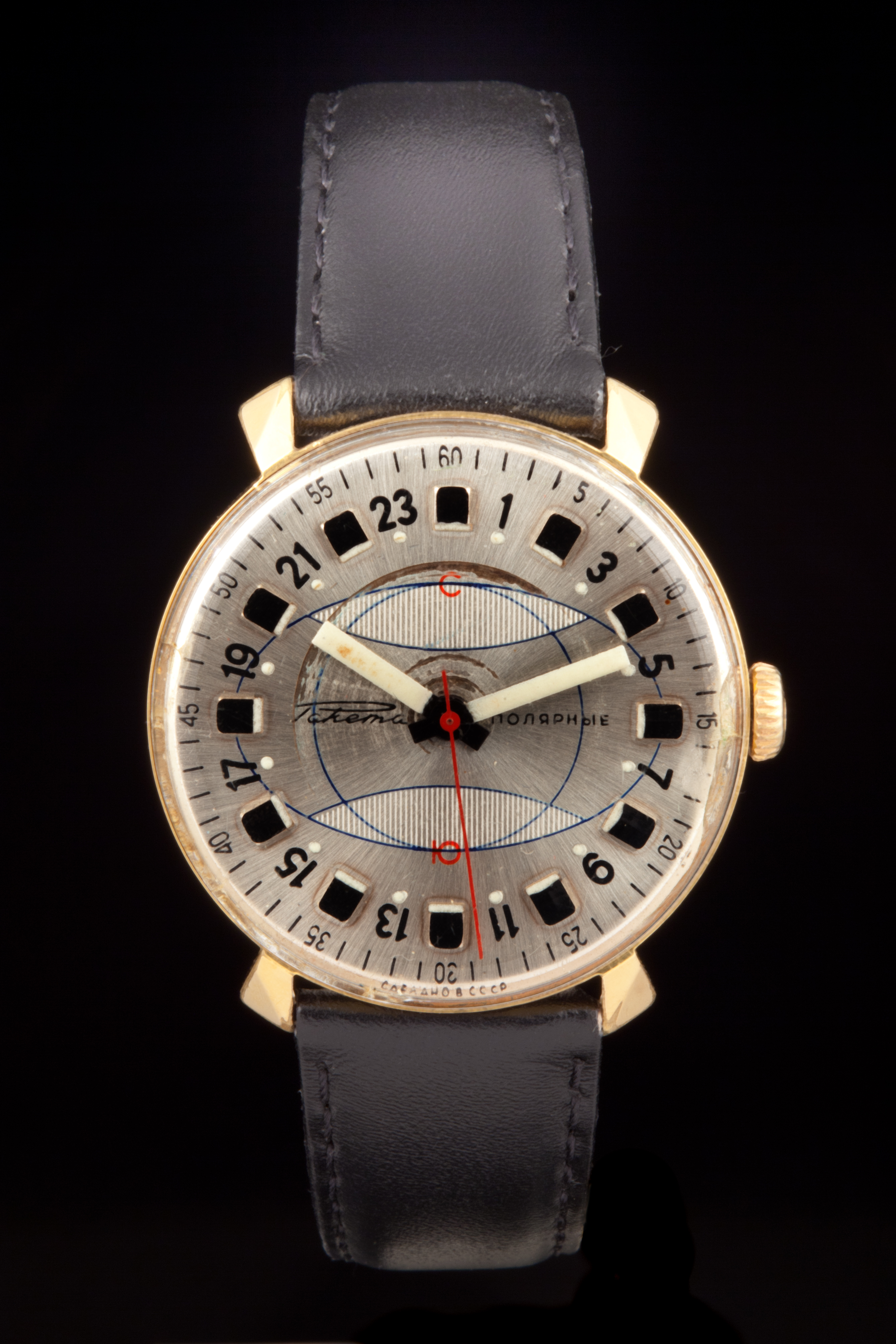
Orologio Raketa 24 ore "Polar Expedition 1969"

Raketa (in russo Ракета? = razzo) è una marca di orologi prodotti in Russia dalla Petrodvorets Watch Factory (in russo Петродворцовый часовой завод?), con sede nella città di Peterhof, a poca distanza da San Pietroburgo. È nota in occidente in particolare per i suoi tipici orologi con quadrante suddiviso in 24 ore.

## Storia

### Le pietre preziose
L'attuale fabbrica di orologi affonda le sue radici nella Officina imperiale per la lavorazione di pietre preziose voluta dallo zar Pietro il Grande e istituita con decreto imperiale del 21 ottobre 1721.
Durante tutto il Settecento e l'Ottocento l'officina si dedicò alla lavorazione di gioielli e pietre preziose e alla produzione di mosaici, che andarono a adornare chiese e palazzi reali. Dopo la rivoluzione russa, nel 1930 la fabbrica prese il nome di Prima gioielleria di precisione dello Stato, e iniziò a produrre gioielli e pietre tecniche per tutte le industrie di precisione dell'Unione Sovietica, tra cui la neonata Prima fabbrica moscovita di orologi, di cui nel 1940 era diventata fornitore unico.

### Gli orologi
Distrutta durante la seconda guerra mondiale, la fabbrica fu successivamente ricostruita, e nel 1949 fu incaricata di produrre orologi. I primi modelli prodotti uscirono con i marchi Zvezda (in russo Звезда? = stella) e Pobeda (in russo Победа? = vittoria); i primi esemplari erano costruiti assemblando parti fornite dalla Prima fabbrica moscovita di orologi, ma ben presto la fabbrica acquisì i macchinari e le capacità per produrre da sé tutti i componenti. Nel 1954, per decisione del governo centrale, la fabbrica cambiò nome, assumendo quello attuale.

### I modelli "24 ore" e il marchio "Raketa"
Nel 1956 fu progettato il movimento Rossija (in russo Россия? = Russia), seguito dal movimento Record, caratterizzato da uno spessore di soli 2,7 mm. Mentre quest'ultimo rimase allo stadio di prototipo, il Rossija fu messo in produzione nel 1962, sia nella versione "classica" con il quadrante a 12 ore, sia in una versione modificata con il quadrante a 24 ore. A partire dallo stesso anno tutti i prodotti della fabbrica destinati al mercato interno presero il marchio Raketa. Nel 1966 fu invece introdotto il marchio Sekonda, con il quale venivano prodotti orologi destinati all'esportazione, tra cui diversi modelli Raketa.
Nel 1968 fu creato il primo movimento Raketa, nelle varianti a 12 e 24 ore, seguite nel 1969 da un modello con datario. Un modello automatico fu presentato nel 1976, ma risultò antieconomico, e fu abbandonato nel 1980. Negli anni settanta la Petrodvorec Watch Factory produsse orologi anche per la ditta svizzera Cornavin.
Nel 1977 fu chiusa l'ultima linea di assemblaggio manuale, e la produzione divenne completamente automatizzata, basata solo sul meccanismo Raketa con le sue diverse varianti. Nel 1980 fu introdotto il marchio Peterhoff, destinato a prodotti per esportazione; negli stessi anni iniziò la produzione di orologi per la svizzera Cardinal. Durante gli anni ottanta la Petrodvorec Watch Factory contava circa 6.000 dipendenti, e le sue strutture formavano quasi una città indipendente, con negozi e servizi sanitari interni. In questi anni gli orologi Raketa erano esportati in 38 paesi.

### Il fallimento e la rinascita
Negli anni novanta, in seguito alla dissoluzione dell'Unione Sovietica, la Petrodvorec Watch Factory si ritrovò in una situazione critica; l'effetto congiunto del crollo della domanda, della concorrenza cinese a basso costo e dell'aumento dei costi energetici, accompagnato da errori gestionali, portò a un crollo della produzione. Nel 1993 il marchio Sekonda, ormai indipendente, smise di approvvigionarsi dalla Petrodvorec Watch Factory, mentre nel 1994 anche il marchio Peterhoff si rese indipendente. Vi furono molti licenziamenti, e nel 1995 la fabbrica cessò la produzione di nuovi orologi, mentre rimase attivo un reparto di assemblaggio che utilizzava rimanenze di magazzino. La produzione riprese in quantità limitata nel 2000, ma la fabbrica non si riprese, e nel 2004 iniziò la procedura di bancarotta. Nell'occasione l'impresa fu divisa in due rami: mentre il primo ramo si dedicava alla gestione del patrimonio immobiliare della ex fabbrica, il secondo tentava di riprendere la produzione di orologi.
Oggi la Petrodvorets Watch Factory è tornata a produrre orologi con il marchio Raketa. La ditta ha un organico di circa 30 dipendenti (escluso il management), cui si affiancano 20 consulenti che si occupano di particolari aspetti della produzione. Oltre che sul mercato interno, gli orologi Raketa sono esportati all'estero, in particolare in Romania, Regno Unito e Germania; non esistono però veri e propri canali ufficiali di vendita. Oltre a produrre orologi, la ditta produce, su ordinazione, viteria di precisione per parti in rotazione.

## Tecnologia

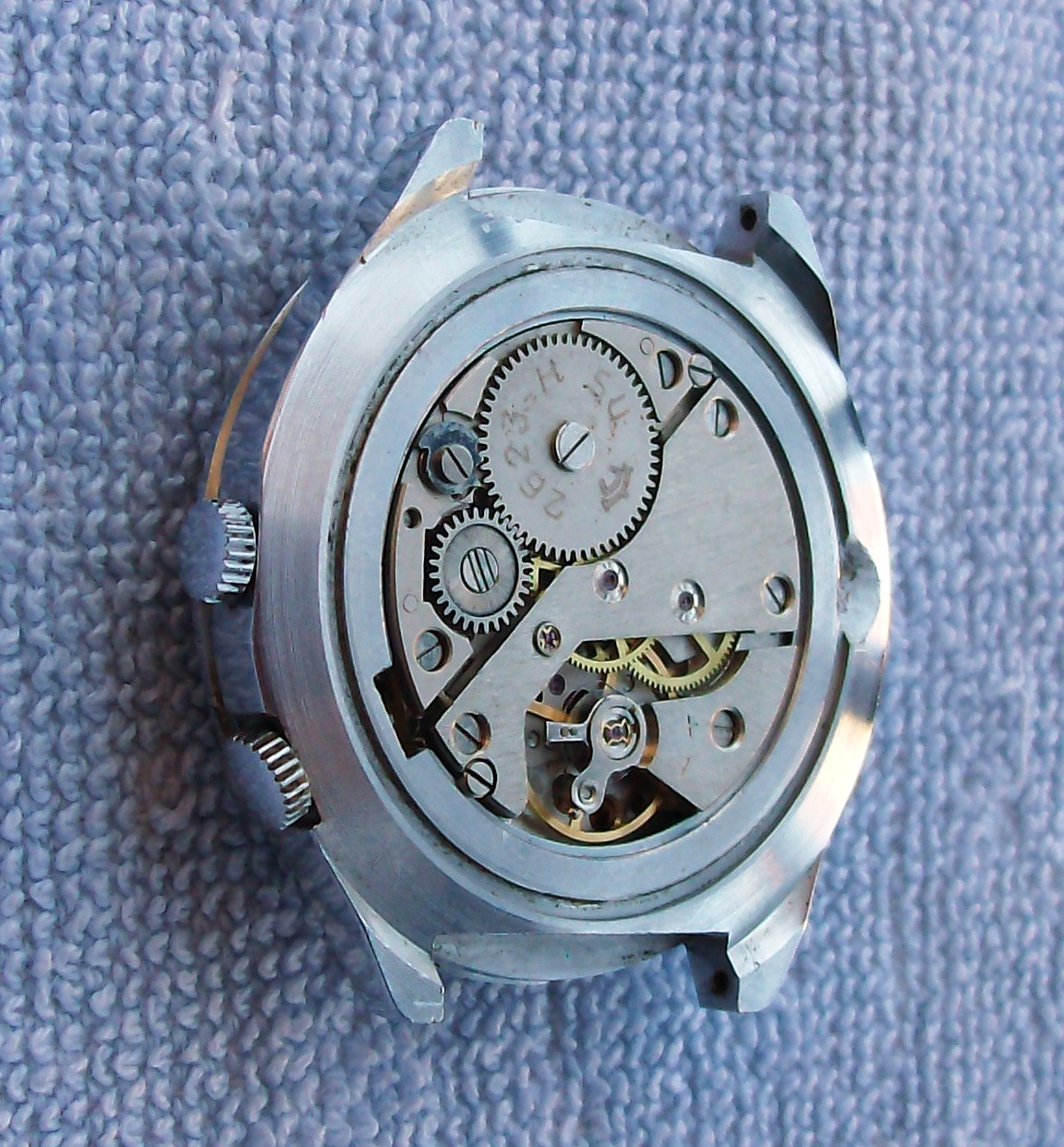
Un movimento 2623N a 24 ore

L'attuale produzione della Petrodvorec Watch Factory è basata essenzialmente sul movimento manuale Raketa, in diverse versioni:
- 2609 NA: meccanismo 12 ore, solo tempo, secondi centrali
- 2623N: meccanismo 24 ore, solo tempo, secondi centrali
- 2614: meccanismo 12 ore, datario singolo
- 2628N: meccanismo 12 ore, datario doppio (giorno della settimana e giorno del mese)
- 26690: meccanismo 12 ore con tre sfere aggiuntive: ora su 24 h, giorno della settimana, giorno del mese
- 266891: meccanismo 12 ore, calendario lunare

Viene prodotto anche un orologio speciale per persone non vedenti: dotato di un meccanismo siglato 2601 con sole ore e minuti, ha la lunetta apribile mediante un pulsante sulla corona di carica: il quadrante riporta in rilievo i numeri, e l'ora può quindi essere letta al tatto.
Vengono prodotti anche orologi con un movimento al quarzo di produzione propria, siglato 2359.
Le casse sono in ottone, rivestite da uno strato di cromo o di nitruro di titanio.

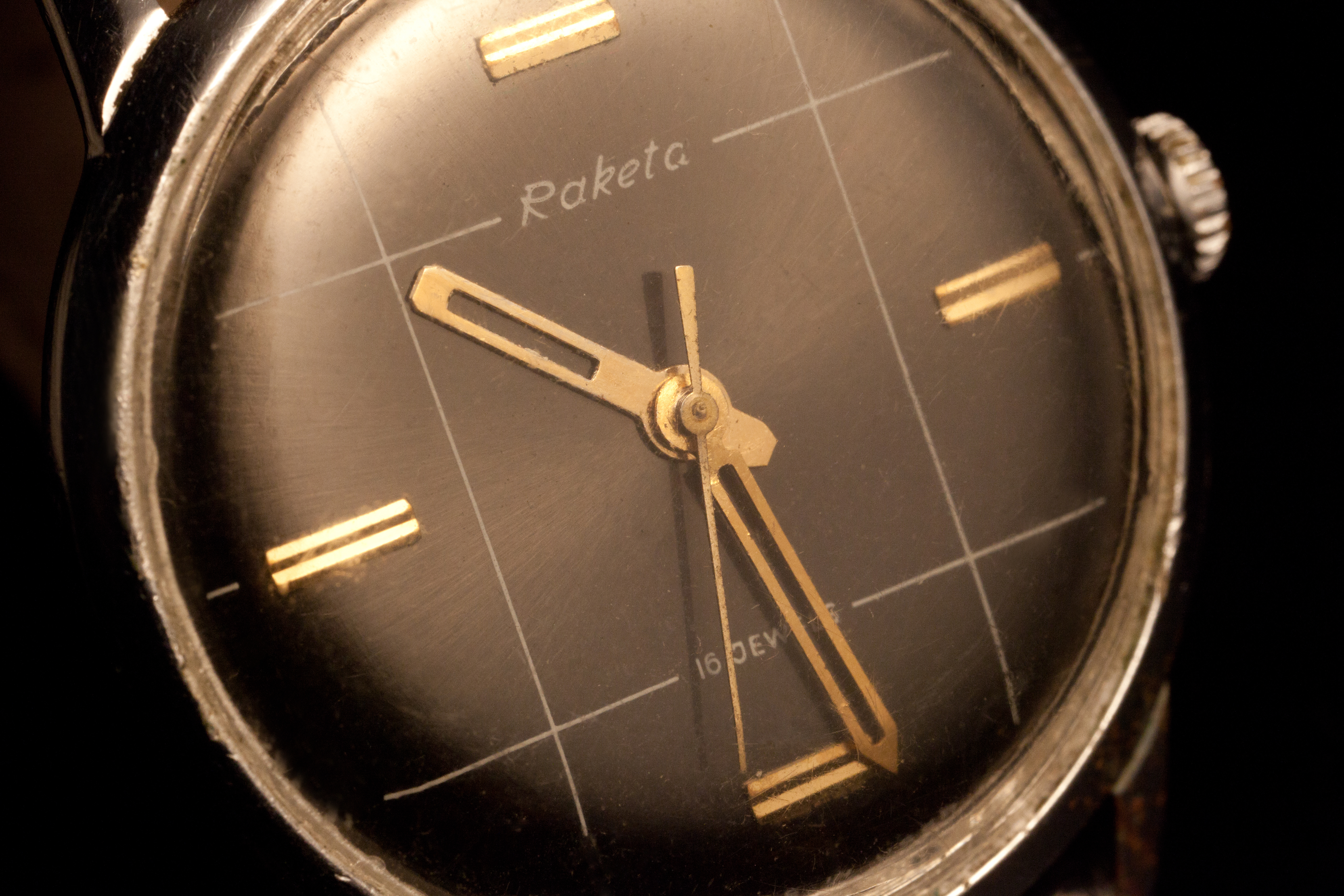
Raketa Sport, 1967
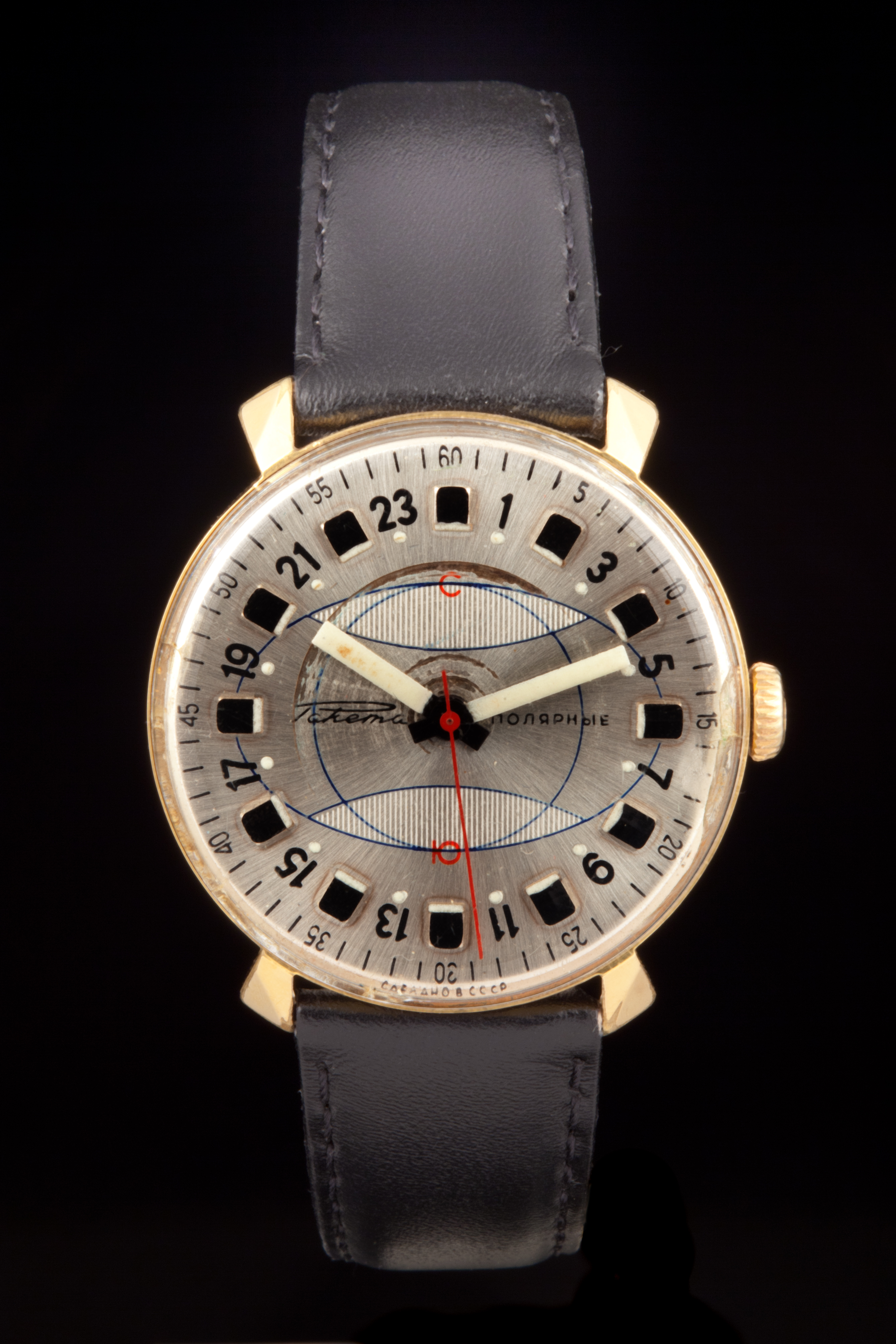
«"Raketa" Polar, 1969
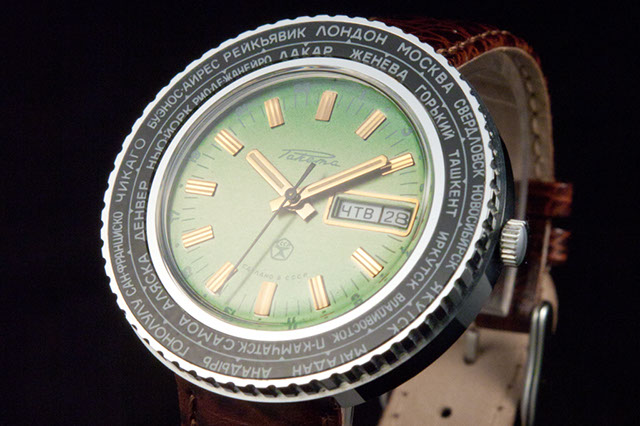
Raketa, 1974
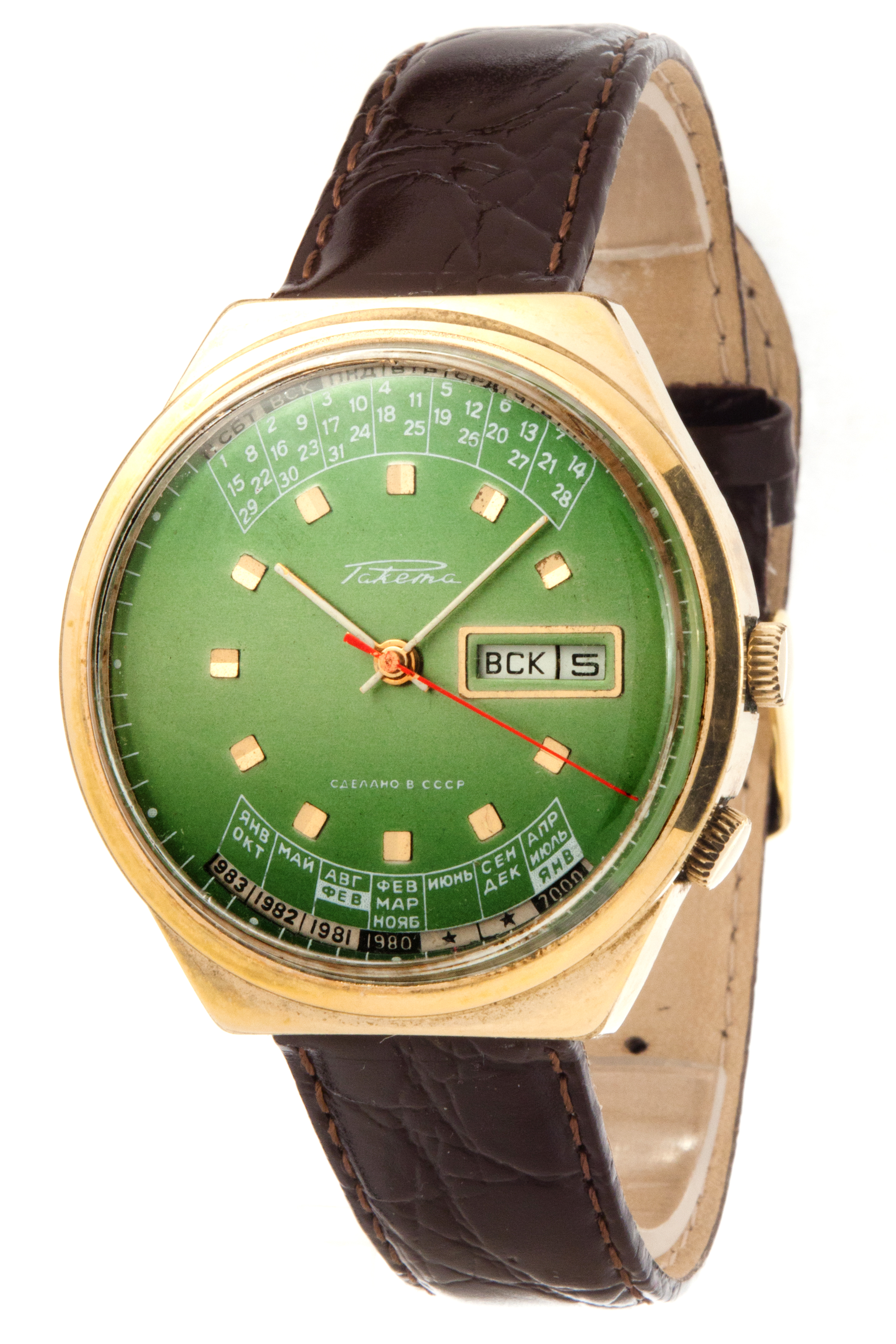
Raketa, 1978
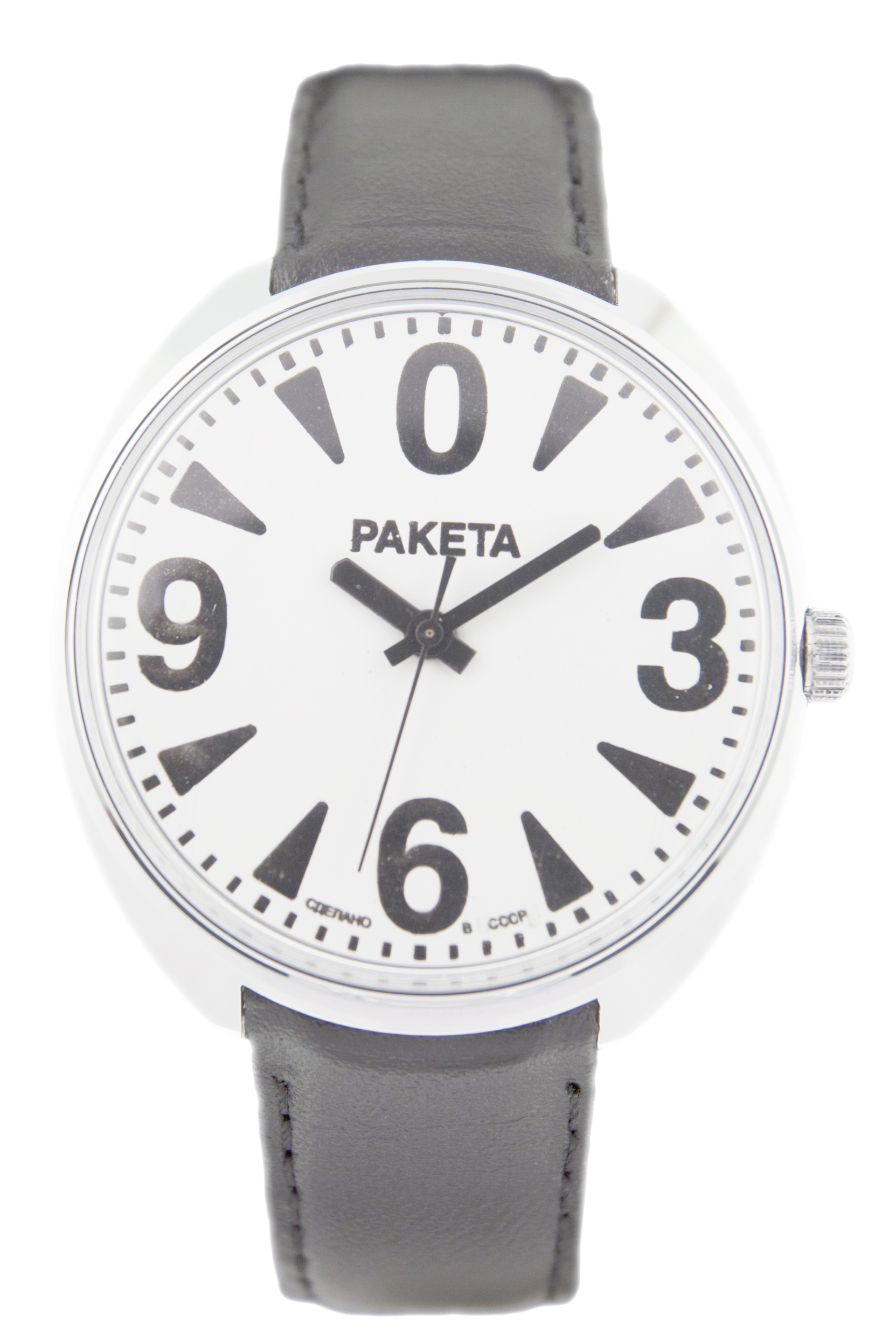
«Petrodvorets Classic», 1985